# Missècle
Missècle (okzitanisch: Missegle) ist eine französische Gemeinde mit 98 Einwohnern (Stand: 1. Januar 2022) im Département Tarn in der Region Okzitanien. Sie gehört zum Arrondissement Castres und ist Teil des Kantons Graulhet. Die Einwohner werden Misseclois genannt.

## Geografie
Missècle liegt etwa 36 Kilometer ostnordöstlich von Toulouse und etwa 25 Kilometer südsüdwestlich von Albi. Hier entspringt das Flüsschen Assou und entwässert an der nordöstlichen Gemeindegrenze zum Agout. Umgeben wird Missècle von den Nachbargemeinden Graulhet im Norden und Osten, Moulayrès im Südosten, Damiatte im Süden sowie Cabanès im Westen.

## Bevölkerungsentwicklung
| 1962                      | 1968 | 1975 | 1982 | 1990 | 1999 | 2006 | 2013 |
| ------------------------- | ---- | ---- | ---- | ---- | ---- | ---- | ---- |
| 92                        | 123  | 79   | 89   | 121  | 100  | 94   | 92   |
| Quelle: Cassini und INSEE |      |      |      |      |      |      |      |

## Sehenswürdigkeiten
- Kirche Saint-Barthélemy